# Hiroyuki Kimura (Schiedsrichter)

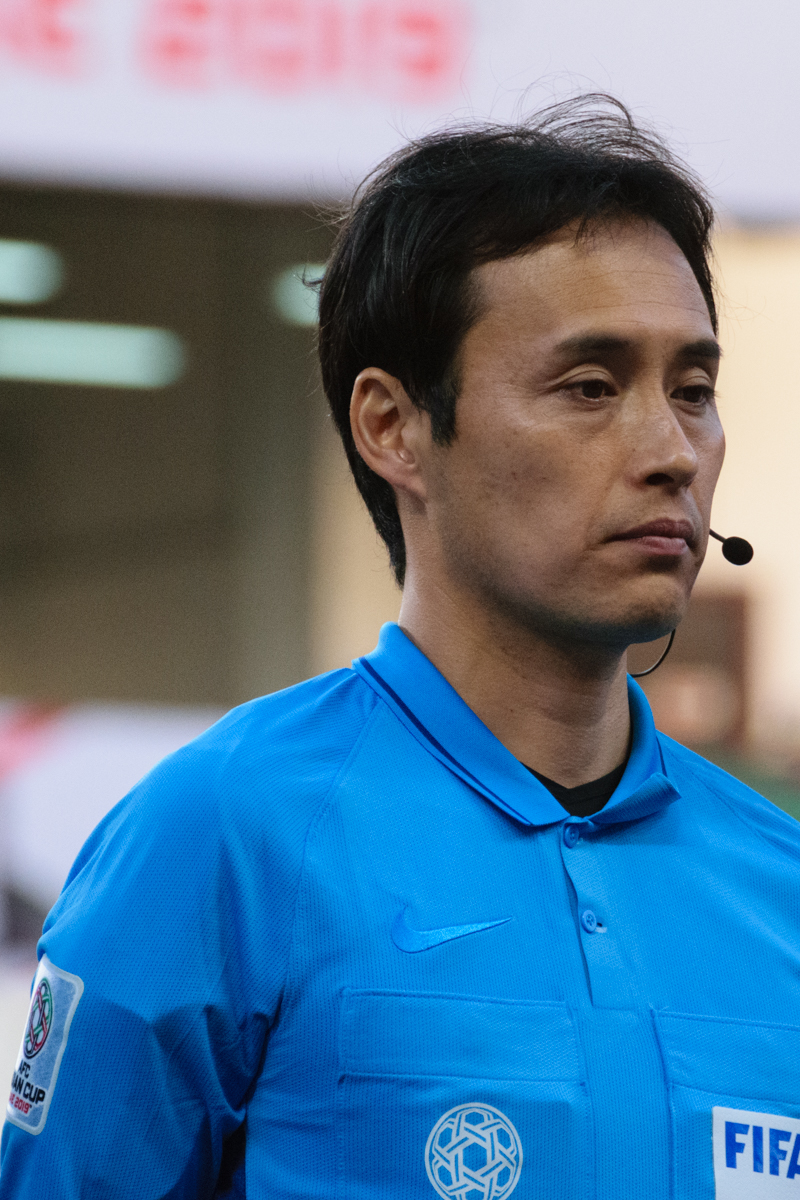
Hiroyuki Kimura (2019)

Hiroyuki Kimura (japanisch 木村 浩之 Kimura Hiroyuki; * 30. Januar 1982) ist ein japanischer Fußballschiedsrichter.
Kimura leitet seit Mai 2010 Spiele in der japanischen J1 League; bislang wurde er bei über 220 Spielen eingesetzt.
Seit 2014 steht Kimura auf der Liste der FIFA-Schiedsrichter (seit 2021 auch als Videoschiedsrichter) und leitet internationale Fußballspiele. In der AFC Champions League hatte er bislang insgesamt 18 Einsätze.
Bei der Südasienmeisterschaft 2015 in Indien leitete Kimura ein Gruppenspiel und das Finale zwischen Indien und Afghanistan (1:1, 2:1 n. V.). Bei der Asienmeisterschaft 2019 in den Vereinigten Arabischen Emiraten leitete Kimura ein Gruppenspiel. Beim olympischen Fußballturnier 2020 in Tokio wurde er als Unterstützungsschiedsrichter eingesetzt.
Am 18. Februar 2017 pfiff Kimura das Finale des japanischen Fußball-Supercups 2017 zwischen den Kashima Antlers und den Urawa Red Diamonds (3:2).
Zudem leitete Kimura Spiele im J.League Cup, in der J2 League, in der Asien-Qualifikation für die Weltmeisterschaften 2018 in Russland und 2022 in Katar (vier Spiele), beim AFC Cup, ein Spiel bei der U-23-Asienmeisterschaft 2020 in Thailand, einzelne Spiele in der australischen A-League Men, der Chinese Super League, der polnischen Ekstraklasa und dem englischen FA Cup sowie Freundschaftsspiele. Bei der U-17-Fußball-Weltmeisterschaft 2019 in Brasilien und beim FIFA-Arabien-Pokal 2021 in Katar war Kimura als Videoschiedsrichter im Einsatz.